# Elisabeth Zölch
Elisabeth Zölch Bührer (anciennement Zölch-Balmer ; née le 24 avril 1951 ; originaire de Mühleberg, Schelten  et Berne) est une femme politique suisse . L'ancienne conseillère municipal, nationale et gouvernementale de l'Union démocratique du centre (UDC) est passée au Parti bourgeois-démocratique (PBD) en 2008.

## Biographie
Zölch a étudié le droit à l'Université de Berne et a obtenu son diplôme en 1977 avec l'examen d'État d'avocate. De 1978 à 1983, elle a dirigé le service juridique de la direction des communes du canton de Berne . De 1984 à 1992, elle est la Première secrétaire de l'administration municipale. Elle a ensuite dirigé son propre cabinet de conseil juridique, organisationnel et stratégique jusqu'à son élection au Conseil d'État. Elle est membre du conseil d'administration de la société de services informatiques 4uGroup AG et vice-présidente du Swiss Venture Club. Depuis août 2007, elle est présidente de l'Association des employeurs de l'industrie horlogère suisse et depuis 2009 membre du comité exécutif de l'Association suisse des employeurs.
Elisabeth Zölch était mariée à l'avocat des médias et responsable du hockey sur glace Franz A. Zölch jusqu'en 2005. Elle est mariée au politicien et lobbyiste Gerold Bührer depuis 2012,.

## Politique
Elle a commencé sa carrière politique en 1977 en tant que conseillère communale à Mühlethurnen. Zölch a été conseillère nationale de 1987 à 1994. De 1994 à 2006, elle a été conseillère d'État du canton de Berne et a dirigé le département des affaires économiques. Zölch a participé activement à la création du Parti bourgeois-démocratique du canton de Berne. Elle fait partie des 240 membres fondateurs.